# Merib-Baal
Merib-Baal ist nach dem Alten Testament der Sohn von Jonatan und Enkel von König Saul.
Außerdem ist nach (2 Sam 21,8 ) ein Sohn von Saul und Rizpa so benannt. Er wurde während einer Hungersnot von David mit sechs (Halb-)Brüdern an Gibeoniter übergeben und von ihnen hingerichtet, da Saul versuchte, die Gibeoniter zu vernichten.

## Etymologie
Der Name Merib-Baal (hebräisch מְרִיב בַּעַל merīv ba‘al) kommt in der Hebräischen Bibel so nur in 1 Chr 8,34  und 1 Chr 9,40  vor. Baal ist der Name einer Gottheit. Für die Bedeutung des ersten Namensteils gibt es zwei Erklärungsmöglichkeiten. Leitet man merīv von der hebräischen Verbwurzel rīb „streiten“ ab, so bedeutete er „Baal möge streiten“ oder „der mit Baal streitet“. Führt man es auf dem aramäischen Wort mar „Herr“ zurück, kann man „Mein Herr ist Baal“ übersetzen. In der Septuaginta wird dieser Name mit μεριβααλ meribaal wiedergegeben.
An allen anderen Stellen außer den oben genannten kommt der Name Mefi-Boschet (hebräisch מְפִיבֹשֶׁת məfîvošæt, in der Septuaginta  μεμφιβοσθε memphibosthe) vor. Er bedeutet „aus dem Mund von Schande“ oder „aus dem Mund (kommt) Schande“. Nach einer Theorie Abraham Geigers wurden nachträglich diejenigen Namen geändert, die mit der fremden Gottheit Baal in Verbindung gebracht werden konnten. Die zweite Namenshälfte wurde also durch Boschet „Schande“ ersetzt. Diese leitet sich vom Verb בושׁ „beschämt werden / sich schämen“ ab. 
Das gleiche Phänomen ist auch bei den Namen Esch-Baal (geändert zu Isch-Boschet) und Jerubbaal, einem Zweitnamen Gideons (geändert in Jerubbeschet) erkennbar.

## Biographie
Da sein Onkel Isch-Baal geächtet ist, ist der Fünfjährige der Thronanwärter aus dem Hause Saul, nachdem der König und seine Söhne in der Schlacht auf dem Gilboa-Gebirge sterben. Als die Nachricht im Königshaus eintrifft, flieht das Kindermädchen mit dem Jungen, lässt ihn aber in der Eile vom Arm fallen. Seitdem ist er gelähmt (2 Sam 4,4 ). Er wird nach Lo-Dabar im Land Gilead getragen und im Haus von Machir untergebracht. 
Als der siegreiche David Jahre später sein Königreich gefestigt hat, gedenkt er ungeachtet der Zwietracht, die zwischen den beiden Sippen herrscht, seines alten Freundes Jonatan. Er hört von Merib-Baal und lässt ihn mit seinem kleinen Sohn Micha, Stammhalter des Hauses Saul (1 Chr 8,34 ), nach Jerusalem an seinen Hof holen. 
Merib-Baal muss das Schlimmste befürchten, erhält jedoch einen bleibenden Platz an der königlichen Tafel. Auch bekommt er den persönlichen Besitz der Familie Saul zurück (2 Sam 9 ), der bis dahin Ziba untersteht. David tut dies in Erinnerung an einen seinem Freunde Jonatan geleisteten Eid, dessen Nachkommen zu verschonen (2 Sam 21,7 ).
Als David aus Jerusalem flieht, wird der zurückbleibende Merib-Baal von Ziba beschuldigt, die Abwesenheit des Königs zu nutzen um das Königtum seiner eigenen Familie wieder aufzurichten (2 Sam 16,3 ). Nach Davids Rückkehr zur Rede gestellt (2 Sam 19,25–30 ), versichert dieser, königstreu geblieben, jedoch durch seine Behinderung das Opfer einer Machenschaft Zibas geworden zu sein. Merib-Baal verliert wegen dieses zweifelhaften Vorfalls die Hälfte des Besitzes an Ziba. 
Erneut hält sich David an das Jonatan gegebene Versprechen, als er aufgrund einer Hungersnot der Blutrache der Einwohner von Gibeon stattgibt. Diese hat seinerzeit König Saul entgegen seiner Zusicherung ausrotten wollen, und nun fordern sie dafür sieben seiner männlichen Nachkommen, um sie in Gibea, der Heimatstadt von Saul, hinzurichten (2 Sam 21 ). Sauls Enkelsohn Merib-Baal und sein Sohn Micha kommen noch einmal davon. Hier besteht ein Widerspruch in der Luther-Bibel zwischen (2 Sam 21,7 ) und (2 Sam 21,8 ) hinsichtlich der Verschonung durch König David bzw. die Hinrichtung durch die Gibeoniter.

## In der Rabbinischen Literatur
In Bezug auf den Namen Mefiboschet wird im Babylonischen Talmud gefragt:

„Nicht Mefiboschet ist sein Name, sondern Ischboschet. Und warum wurde er Mefiboschet genannt? Weil er das Angesicht Davids in Dingen der Halacha beschämte. Daher verdiente David es, dass von ihm Kilab hervorging.“

Der Name Mefiboschet (מְפִיבֹשֶׁת məfîvošæt) wird hier mit dem Verb „beschämen“ (מְבַיֵּישׁ məvajješ) in Verbindung gebracht und als Abkürzung von בֹּשֶׁת פָּנִים bošæt pānîm, deutsch ‚Schande des Angesichts‘ interpretiert.

## Namensvarianten
- Merib-Baal; Meribbaal; Meribaal;
- Mefi-Boschet; Mephiboset; Mephiboseth; Mefiboseth; Mefiboset; Mefiboschet